# André Dominé
André Dominé (* 1946 Hamburk) je německý novinář a specialista na víno. V současnosti žije ve vinařské obci na úpatí Pyrenejí ve Francii.

## Život a kariéra
Dominé začal přispívat do novin a časopisů ve věku 14 let. V roce 1981 se odstěhoval do Francie a získal zde praktické zkušenosti s vínem. Je autorem a editorem řady knih o víně a gastronomii.

## Dílo
- Trunken vom Roussillon, Ed. Tramontane, 1987
- Die Kunst des Aperitif. Rezepte, Getränke, Philosophie Weingarten, 1989
- Rotwein, Feierabend Verlag, 2003
- Weisswein, Feierabend Verlag, 2003
- Alles über Wein, Krone, 2004
- Culinaria Europa, Ulmann/Tandem 2004
- Französische Spezialitäten, Ullmann/Tandem, 2004
- Wein, Ullmann/Tandem, 2008 (česky: Víno, Slovart. 2008)
- Weinlandschaften der Welt, Feierabend Verlag, 2005
- Seznam děl v Souborném katalogu ČR, jejichž autorem nebo tématem je André Dominé

## Ocenění
- 2001 – hlavní cena Prix du Champagne Lanson